# 1776 Kuiper
Kuiper (asteroide 1776) é um asteroide da cintura principal com um diâmetro de 35,96 quilómetros, a 3,0603966 UA. Possui uma excentricidade de 0,0138181 e um período orbital de 1 996,75 dias (5,47 anos).
Kuiper tem uma velocidade orbital média de 16,90761748 km/s e uma inclinação de 9,46847º.
Este asteroide foi descoberto em 24 de Setembro de 1960 por PLS.
O seu nome é uma homenagem ao astrónomo holandês Gerard Kuiper.